# 約翰斯堡 (紐約州)
約翰斯堡（英語：Johnsburg）是一個位於美國紐約州沃倫縣的鎮。

## 人口
根據2020年美國人口普查的數據，約翰斯堡的面積為535.46平方千米，當中陸地面積為528.95平方千米，而水域面積為6.51平方千米。當地共有人口2143人，而人口密度為每平方千米4人。